# Попов, Владимир Алексеевич (редактор)
Влади́мир Алексе́евич Попо́в (1875—1942) — русский и советский писатель и просветитель, педагог, редактор журнала «Вокруг света», путешественник, автор песни «Картошка».

## Редакторско-издательская и литературная деятельность
Сын корректора Алексея Попова, из рода известных московских купцов Поповых, и немки Вильгельмины Штарк. С 1907 года — редактор выпускавшегося фирмой Сытина журнала «Вестник книжного, учебного и библиотечного дела». C 1905 года назначен И. Д. Сытиным редактором журнала «Вокруг света», качество которого сумел резко поднять, в журнале появилось большое количество хорошей приключенческой и фантастической литературы, оригинальной и переводной, очерков о путешествиях, написанных специально по заданию редакции. В 1911 году в качестве приложения к «Вокруг света» создал журнал «На суше и на море» (с 1915 года — «Мировая война», затем «Журнал приключений»), в 1914 году — журнал «Вестник спорта и туризма»; кроме того, редактировал детский журнал «Мирок». Попов, в частности, сыграл роль в творческой судьбе С. А. Есенина, опубликовав в «Мирке» за 1913—1914 годы его первые стихи. По инициативе В. А. Попова журнал «Вокруг света» пропагандировал среди своих читателей изучение языков эсперанто (1909—1917) и английского (1916—1917).
Писал рассказы и сказки для детей под псевдонимом Вл. Алёшин.

## Участие в скаутском движении
В качестве педагога В. А. Попов принимал активное участие в скаутском движении в Российской империи, будучи одним из руководителей московских скаутов. В его журнале печатался и скаутский листок «Будь готов!»; в 1915 году он создал первый в мире скаутский музей. Его должность в скаутском движении в разных источниках определяется как начальник Первого московского отряда или I Московской дружины скаутов; упоминается и должность инструктора Второго московского отряда скаутов при Императорском речном яхт-клубе. Последний отряд «речных скаутов» был создан лично В. А. Поповым весной 1916 года; его отличали синие галстуки. В. А. Попов организовал 6-недельный лагерь на территории яхт-клуба на Воробьёвых горах.
В. А. Попову принадлежит музыка скаутского гимна «Будь готов!» (1915, слова Н. А. Адуева) и популярная скаутская (в СССР пионерская) песня «Картошка». В 1917 году он издал книгу «Бой-скауты: Руководство самовоспитания молодёжи».

## Деятельность после революции
После перерыва в редакторской деятельности, вызванного революцией, поступил в кооперативное издательство «Земля и фабрика» и в 1925 году стал издавать журнал «Всемирный следопыт», затем (с 1927) «Вокруг света», восстановленный им в качестве приложения к «Всемирному следопыту». Там, в частности, был впервые опубликован роман А. Р. Беляева «Человек-амфибия». После ликвидации негосударственных издательств «Всемирный следопыт» (с литературным приложением «Всемирный турист») был закрыт; уцелел только «Вокруг света» (1932). В 1935 году в Свердловске В. А. Попов создал журнал «Уральский следопыт», также закрытый на девятом выпуске (но впоследствии, после смерти Сталина, возобновлённый и получивший широкую известность). Дальнейшие его попытки заниматься любимой деятельностью потерпели неудачу. Погиб в автокатастрофе.